# Lissodendoryx maculata
Lissodendoryx maculata är en svampdjursart som beskrevs av Jörn Hentschel 1911. Lissodendoryx maculata ingår i släktet Lissodendoryx och familjen Coelosphaeridae. Inga underarter finns listade i Catalogue of Life.